# 9111 Matarazzo
9111 Matarazzo è un asteroide della fascia principale. Scoperto nel 1997, presenta un'orbita caratterizzata da un semiasse maggiore pari a 2,2914535 au e da un'eccentricità di 0,1404508, inclinata di 10,06185° rispetto all'eclittica.
L'asteroide è dedicato all'astrofilo italiano Giuseppe Corrado Matarazzo.